# Harrie Tobben
Hendricus Hubertus (Harrie / Harry) Tobben (Heerlen, 24 augustus 1917 – Hamelen, 15 maart 1945) was agent bij de mijnpolitie en een Nederlands verzetsman. 

## Verzet

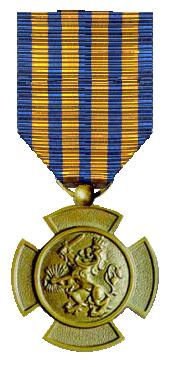
Bronzen Leeuw

Hij raakte vrij snel na de Duitse bezetting betrokken in het verzet. Hij en zijn verloofde Jet van Oijen waren lid van een Limburgse verzetsgroep onder leiding van Charles Bongaerts. Samen met Paul Gulikers hielpen ze geallieerde vliegers naar Engeland ontkomen. Tobben en Gulikers zaten achter de liquidatie van Wilhelm Hetterscheid, de NSB-burgemeester van Baexem.
Tobben was waarschijnlijk betrokken bij sabotage in de OranjeNassaumijn I (O.N. I) te Heerlen. Samen met vijf piloten werden Tobben en Gulikers op 6 augustus 1943 gevangen genomen in Apeldoorn. Zij werden eerst overgebracht naar het kantoor van de Sicherheitspolizei in Scheveningen en vervolgens naar Kamp Haaren in Noord-Brabant. 
Hij is op 25 juli 1943 ter dood veroordeeld, maar dit vonnis werd later omgezet in gevangenschap in Duitsland als Nacht und Nebel-gevangene. Nadat hij in verschillende kampen en tuchthuizen had gezeten, overleed hij aan uitputting op 15 maart 1945 in Hamelen. Hij werd voor zijn verzetswerk onderscheiden met de Bronzen Leeuw.